# Крамарева, Оксана Юрьевна
Оксана Юрьевна Крамарева (укр. Оксана Юріївна Крамарева (Крамарєва)) (род. 26 сентября 1978, Приозёрное, Актюбинская область) — украинская оперная певица (сопрано). Лауреат Национальной премии Украины имени Тараса Шевченко (2011). Заслуженная артистка Украины (2015).
Родилась в с. Приозёрное Каргалинского района Актюбинской области Казахской ССР. Провела детские и юношеские годы в Днепродзержинске. Окончила Днепропетровское музыкальное училище (ныне — Академия музыки имени Михаила Глинки) и Харьковский национальный университет искусств имени И. П. Котляревского (2004, класс Людмилы Георгиевны Цуркан).
В 2004—2005 гг. — солистка Харьковской оперы. С 2005 г. — солистка Национальной оперы Украины.

## Оперные партии
Оксана, Татьяна, Лиза («Черевички», «Евгений Онегин», «Пиковая дама» П. Чайковского), Земфира («Алеко» С. Рахманинова), Ярославна («Князь Игорь» А. Бородина), Микаэла («Кармен» Ж. Бизе), Норма (одноим. опера В. Беллини), Маргарита («Фауст» Ш. Гуно), Турандот, Тоска и мадам Баттерфлай (одноим. оперы Дж. Пуччини); Аида («Аида» Дж. Верди), Амелия («Бал Маскарад» Дж. Верди), Елизавета («Дон Карло» Дж. Верди), Абигаиль («Набукко» Дж. Верди) и др.

## Награды в конкурсах
- 2003 — лауреат Международного конкурса им. А.Соловьяненко «Соловьиная ярмарка» (Украина, Донецк, I премия)
- 2005 — лауреат Международного конкурса Елены Образцовой (Россия, Санкт-Петербург, I премия)
- 2008 — лауреат Международного конкурса «Operalia» в Квебеке (II премия и Приз зрительских симпатий).

Лауреат Национальной премии Украины имени Тараса Шевченко (2011). Заслуженная артистка Украины (2015).